# 庄文恭
庄文恭（1901年1月—1965年11月14日），浙江绍兴人。学名韩春龄，曾用名韩百华、韩白华，化名韩少雷、韩曼涛等，中国共产党早期领导人。

## 生平
1918年，进入浙江省立第一师范学校学习，投身五四运动。1920年9月，考入上海外国语学社学习，1921年1月加入中国社会主义青年团。同年春赴苏联莫斯科东方劳动者共产主义大学学习，1922年6月，回国。7月，转为中国共产党党员。11月，到上海任《向导》代理发行人、及中国劳动组合书记部《工友》周刊编辑。1923年2月，被捕。1924年初，国民党召开第一次全国代表大会，在中共的影响下，形成了第一次国共合作的共同纲领，并确定了联俄、联共、扶助农工三大革命政策。为适应新形势，中共中央于同年4月决定，将上海地委兼区委改为上海地方执行委员会。由委员庄文恭、李立三、谢文锦3人组成，庄文恭经保释出狱，任委员长。1925年1月，中共中央决定上海地委代行区执行委员会职权，委员会仍由原委员三人组成，领导的地区范围扩大到江苏的南京、浦口、无锡、苏州、丹阳、江阴和浙江的一些地区。
1925年1月，出席中国共产党第四次全国代表大会。同年8月至1927年4月，任中共上海区执行委员会委员、组织部主任（至1927年1月）。1926年2月至1927年2月，出任中共上海区执行委员会主席团成员。1926年6月，任中国国民党江苏省党部党团书记。1927年1月至6月，任中共杭州地方执行委员会书记。同年4月，出席中国共产党第五次全国代表大会，当选为中共第五届中央委员会候补委员。会后决定在江苏、浙江、湖北等省成立省委。6月，中共浙江省委成立，庄文恭出任首任书记。1927年8月24日，因身患肺病严重、自感中央局领导毫无工作、浙江省经费开支始终不下达、中共浙江省委内部有地方主义趋势、以及省委各部均不健全五个原因，庄文恭向中央政治局请求辞职。1928年5月，辞去候补中央委员，同中共地下党组织失去联系（一说牺牲）。
1928年，在上海立信会计师事务所工作。1936年9月，到国民政府中央信托局任职。1949年，解放军攻占上海，在上海市人民政府直接税局、华东军政委员会财政部任副处长。1951年12月，调任北京，出任中央人民政府政务院财政部税务总局会计处处长。1958年，改任商业部财会局会计处处长。1965年11月14日，在北京逝世。